# Elbert Root
Elbert Alonzo Root (* 20. Juli 1915 in Charleston, South Carolina; † 15. Juli 1983 in Boston, Massachusetts) war ein US-amerikanischer Wasserspringer, der an den Olympischen Sommerspielen 1936 in Berlin teilnahm.
Nachdem Root bei den Olympischen Spielen in Berlin vom 10-Meter-Brett hinter seinem Landsmann Marshall Wayne die Silbermedaille gewinnen konnte, wirkte er noch zwei Jahre erfolgreich als Springer in der Amateur Athletic Union. Danach verdiente Root sein Geld mit der Teilnahme an Billy Rose’s Aquacade, einer Tanz- und Musikshow, organisiert vom Namensgeber Billy Rose.
Nachdem er sich am 27. Januar 1943 eingeschrieben hatte, diente er im Zweiten Weltkrieg im US Marine Corps und verrichtete bis Anfang der 50er-Jahre Militärdienst.